# Chronique d'Égypte

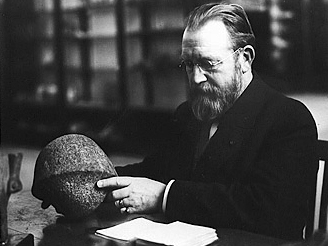
Jean Capart (1877-1947), égyptologue belge, fondateur de la revue.

Chronique d'Égypte est une revue spécialisée en égyptologie créée par Jean Capart dont le premier numéro est paru en 1925.